# خطف السيارات
خطف السيارات هو الاستيلاء غير المشروع على السيارات بقصد التنقل. ويعد اعتداء مسلح إذا وجد ركاب داخل السيارة أثناء السرقة. مثال تاريخي على ذلك هو سلسة خطف الشاحنات نصف المقطورة خلال عقد الستينيات من القرن العشرين، ويتم استخدام كلمة اختطاف لتلك الأنواع من استعمال السيارات غير المشروع، والتي لا تشمل عادة اختطاف السائق معها بل تركزت أكثر على أستعمال السيارة على الطريق أكثر من سرقة السيارة بحد ذاتها. وفي العادة أثناء حدوث جريمة خطف السيارة يكون السارق مسلحا ويجبر سائق السيارة على الخروج منها وتهديده بالأذى. وفي حالات أخرى نادرة، يتم خطف السائق تحت تهديد السلاح ويتم الاحتفاظ به كراكب مكرها أو يجبر على قيادة السيارة التي سرقها/سرقتها منه. عادة ما يتم استهداف النساء كضحايا ليقدن السيارت بالإكراه.
يستخدم مصطلح Carjacking بالإنجليزية كناتج تركيب كلمتي سيارة واختطاف. وقد صاغ المراسل الصحفي السيد سكوت بوليز والسيد أي.جي ميتشل وهو محرر لأخبار ديترويت هذا المصطلح  حيث استخدمت الاخبار هذا المصطلح لأول مرة في يوم 28 اغسطس عام 1991 حيث قدم التقرير جريمة قتل السيدة روث والبالغة من العمر 22 عاما والتي كانت تعمل كأمينة صندوق في صيدلية في ديترويت. قتلت السيدة روث عندما لم ترضخ لتسليم سيارتها ماركة سوزوكي، وقال بيان الشرطة وقتها بأنها قضية «سرقة مسلحة مع قيادة غير قانونية باستخدام سيارة» والتي تعاني منها ديترويت.

## نقاش
تعد هذه الجريمة من الجرائم الخطيرة جدا، فهي تعرض حياة كلا من سارق السيارة والضحية للخطر. فقد يضطر سارق السيارة إلى اطلاق النار على الضحية أو ان يدفع أو يسحب الضحية من على كرسي السائق ليجبره على الخروج من السيارة، بغرض السيطرة على السيارة. وعادة ما تتعرض حياة العامة للخطر بسبب السرعة والتهور يسبب القيادة المتهورة للخاطف. عادة ما تكون نية خاطف السيارة استخدام السيارة المخطوفة في جريمة أخرى أو الهرب السريع من مسرح جريمة ارتكبها في قبل لحظات من خطفه السيارة.

## سرقة السيارات حول العالم

### جنوب أفريقيا

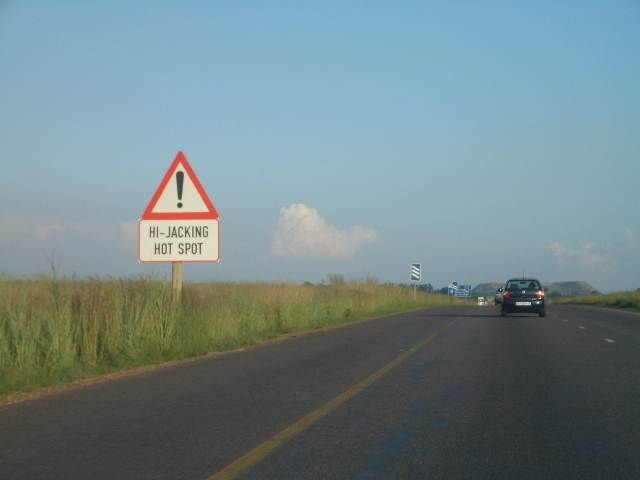
إشارة في جنوب أفريقيا لتحذير السائقين

يعد خطف السيارات مشكلة كبيرة في جنوب أفريقيا؛ ولهذا يتم وضع الإشارات في الطريق لتحذير السائقين عند دخول مناطق معروفة بسرقة السيارات. في عام 1998 حدثت هنالك 16,000 عملية خطف لسيارة (اعلى بـ18 مرة من معدل الفرد الأمريكي) و 60 جريمة قتل في السنة بسبب هذه الجريمة. ولكنها تناقصت إلى 12,434 عام 2005.
في اواخر الـ1990 وبداية الـ2000 (العقد), تم تطوير انظمة جديدة غير تقليدية مضادة لسرقة السارات هدفها إيذاء المتعدي وتم تسويقها في جنوب أفريقيا، عندما أصبحت سرقة السيارات مشكلة كبيرة. ومن بينهم كان المبيد المميت، وهو عبارة عن عن جهازصغير لقذف اللهب حيث يمكن تنظيمه من الجانب السفلي للسيارة.

### المملكة المتحدة
يوجد في القانون البريطاني ثلاث مستويات للجريمة بموجب قانون السرقة لعام 1968, وكل منه متصلة بالنية للجريمة (اللغة الالتينية لكلمة «العقل المذنب») ودرجة العنف المستخدمة. تعد ال TWOC هي الجريمة الاقل خطورة والتي تشمل الأخذ غير المصرح به لسيارة نقل، تنظق جريمة السرقة من الدرجة الأولى عندما تكون نية سارق السيارة هي حرمان مالك السيارة باستعادة ملكيته وتعد سرقة السيارات المصاحبة بالعنف نوع من أنواع السرقة المشددة بموجب بند 8 في فانون السرقات.[تحتاج إلى توضيح] وفي وسط تزايد حالات سرقة السيارات في المملكة المتحدة فقد كان هناك بعض النقاشات حول ضرورة بعض القوانين لسرقة السيارات. وجهة النظر الحالية هي ان كل نواحي هذه الجريمة تم دعمها قانونيا، سواء إذا كانت جرائم حركات المرور في الطرق وجرائم النظام العام والاستخدام غير المشروع للأسلحة وألخ., ولا يوجد أي فائدة في توحيد جميع العناصر في جريمة واحدة.[تحتاج إلى توضيح]

### الولايات المتحدة
قبل الـ1990 مصطلح «سرقة السيارات» لم يكن موجودا، ولكن مع مقتل السيدة روث واهل في ديترويت، تم صياغة كلمة جديدة، وتم التعريف بقوانين جديدة واصبحت هذه الجريمة الجديدة جزء من المناظر الطبيعية في أمريكا. قبل عام 1991 فإن السيارات كانت تؤخذ أو تسرق بدون ايذاء من بداخلها. ولكن في عام 1991 , السيدة واهل والبالغة من العمر 22 سنة والتي كانت تعمل كأمينة صندوق في مدينة ديترويت، خرجت مع بعض من أصدقائها بسيارتها وانتهي بهم الامر في شارع مهجور. ظهر بعض الرجال في سيرة نقل بنية اللون، وبدأوا بملاحقة السيدة واهل وأصدقائها. واخيرا امسكوا بها وطلقوا عليها النار وقتلوها وقاموا بأخذ سيارتها. وفجأة هذه الجريمة التي لم يكن لها وجود قبل سنة سببت مشاكل على الصعيد الوطني. تم التبليغ عن 205 جريمة سرقة في مدينة ديترويت فقط خلال 21 يوما فقط.
وفي عام 1991, قام مؤتمر الهيئة التشريعية بوضع قانونا يثبت بأن استخدام السلاح لسرقة سيارة تم شحنها من خلال المتاجرة بين الولايات أصبحت جريمة فيدرالية «عن طريق القوة أو العنف اوالتخويف.» طوال عام 1993, ظهرت العديد من المقالات في الصحف عن سرقة السيارات بمعدل أكثر مقالة واحدة في الاسبوع في جميع انحاء البلاد... في الولايات المتحدة، تم تعميم قانونا يجعل سرقة اليارات جريمة فدرالية في عام 1992. وكل هذا حصل وسط اهتمام وسائط الاعلام الكبيرة بحوادث سرقة السيارات العديدة، والتي تسببت الكثير منها بجرائم قتل. وفي 29 نوفمبر عام 1992, قتل رجلان في مقاطعة اوسيولا[تحتاج إلى توضيح] على يد سارقي سيارات حيث استخدموا مسدس 9ممليميتر مما ادى إلى رفع ادعاء فدرالي على سرقة سيارة مع قتل... قدرت وزارة العدل في الولايات المتحدة بأن نصف محاولات سرقة السيارات، ينجح السارق في سرقة سيارة الضحية. يقدن ان بين عام 1987 و 1992 , كان هناك حوالي 35,000 محاولة لسرقة سيارات في السنة; وبين عام 1992 و 1996 كان هناك حوالي 49,000 محاولة في السنة. شملت العديد من الولايات الأمريكية مثل ولاية لويزيانا واريزونا بأن الدفاع عن النفس ضد أي دخول غير مرغوب فيه لسيارة بداخلها اشخاص كجزء لتعريفهم بجريمة قتل يمكن تبريرها.

## التاريخ
حدثت أول جريمة سرقة للسيارة في طريق مفتوح في شهر مارس لعام 1912. استهدفت عصابة بونات سيارة ديون بوتون الفاخرة في غابة سينارت، والتي تقع بين باريس وليون، في فرنسا. لقد قتل كل من السائق المسلح والسكرتير الشاب الذين كانوا بداخل السيارة.

## سرقة السيارات في الثقافات المشهورة
قالب:Listcruft
- Video games such as جي تي أي, Saints Row, العراب, درايفر (سلسلة), المرتزقة: ملعب الدمار, سكار فيس: ذا ورلد إز يورز, The Saboteur, and جست كوز 2 feature carjacking as part of the gameplay which has attracted criticism from public figures.
- The South African movie تسوتسي features a carjacking as the main plot element.فيلم جنوب افريقيا تميز بسرقة السيارات وكانت هي المادة الاساسية للفيلم.
- In the فاميلي غاي episode "Road to Rupert", Stewie and Brian carjack a man so they can get back to رود آيلاند.
- لاري نيفن's short story "The Deadlier Weapon" features a قصة قصيرة ل «لأري نايفن»(السلاح المميت)تميزت بسرقة السيارات.
- تصادم is based on a real carjacking.
- Hijack Stories (2000 film) is a film about South African township crime, of which the main theme is carjacking. One of the main characters robs 10 cars and parks them in front of a police station.
- Hawaii Five-0 in Episode 16 Detective Danny William's ex-Wife and daughter gets carjacked.
- In the 2002 film الرجل العنكبوت, a petty criminal named Dennis Carradine shoots Uncle Ben and steals the car. The theft and death of Uncle Ben is the impetus for Peter Parker to become Spider-Man.
- A 2011 American movie called سرقة السيارات in which a single mom and her child are carjacked by a bank robber.[11]

## روابط خارجية
- U.S. DOJ's Bureau of Justice Statistics report on carjackings in the U.S., 1992–1996
- Do carjackers place fliers on the rear windows of automobiles? No. (from snopes.com)